# Neue Soziale Bewegungen
Neue Soziale Bewegungen oder Alternativbewegungen (als Adjektiv links-alternativ) sind Bewegungen, die im Gefolge der 68er-Bewegung im letzten Viertel des 20. Jahrhunderts entstanden. Sie zielen auf eine Reform der als starr empfundenen gesellschaftlichen Normen und Prozesse ab und wollen diese auch unabhängig vom etablierten Parteien- und Institutionensystem umzusetzen versuchen.

## Entstehung
Neue Soziale Bewegungen (vgl. auch Alternativbewegung, Soziale Bewegung) entstanden zunächst in Westeuropa und Nordamerika nach der Studentenbewegung und der APO ab Ende der 1960er-Jahre. Seit Mitte der 1990er-Jahre breiteten sich diese Bewegungen mit dem Erstarken der internationalen globalisierungskritischen Bewegung auch auf Entwicklungs- und Schwellenländer aus. Aufgrund ihrer Kritikansätze, ihrer Versuche, Veränderungen zu erreichen, und teilweise der Wahl ihrer Mittel sind diese Bewegungen oftmals auf Widerstände gestoßen. Manche Teile der Neuen Sozialen Bewegungen sind Splittergruppen geblieben oder waren nur kurze Zeit aktuell; andere wuchsen zeitweilig zu Massenbewegungen heran. Einige von zuerst aus den Neuen Sozialen Bewegungen heraus vertretene Inhalte und Positionen, beispielsweise aus der Ökologiebewegung oder der neuen Frauenbewegung, waren oder sind in einigen gesellschaftlichen Gruppen verbreitet.
Die Protestbewegungen der 1960er-Jahre hatten zusammen mit den Jugendkulturen und Subkulturen dieser Zeit, z. B. der Flower-Power- oder Hippiebewegung, ein neues politisch-soziales Bewusstsein und eine neue kulturelle Identität begründet. Getragen wurden die neuen Bewegungen zunächst vor allem von Jugendlichen aus den bürgerlichen Mittelschichten. Diese wandten sich gegen traditionelle kulturelle, moralische und gesellschaftspolitische Wertvorstellungen der Elterngeneration, der oft Doppelmoral und Heuchelei vorgeworfen wurde. Abgrenzungen gab es auch gegenüber der Arbeiterbewegung als „alter“ sozialer Bewegung. Dieser wurde teilweise ein „Verrat“ an ihren ursprünglichen Utopien vorgeworfen; wichtig war auch eine veränderte politische Kultur im Westeuropa der Nachkriegszeit.
Analyse und rationale Systemkritik, wie sie noch in der Studentenbewegung der 1960er Jahre für die 68er-Bewegung bedeutend waren, traten in den neuen Bewegungen zunächst in den Hintergrund – zugunsten von verstärkt emotional geprägtem (nicht nur) politisch motiviertem Aktivismus. Das Individuum und die Individualität des Einzelnen hatten eine größere Bedeutung als in den vorherigen sozialen Bewegungen.

## Kennzeichen
Die politisch aktiven „Neuen Sozialen Bewegungen“ agieren in der Regel außerparlamentarisch und versuchen, Einfluss auf lokale, regionale, nationale und auch internationale Bereiche von Politik, Kultur oder Wirtschaft zu nehmen. Dabei kamen und kommen Nichtregierungsorganisationen in verschiedenen Formen zum Einsatz.
Einigen der Neuen Sozialen Bewegungen ist ein moralischer Wertkonservativismus gemeinsam, der sich mit einer allgemeinen antikapitalistischen Gesellschaftskritik verbindet, mit der neben anderem insbesondere die Verschwendung der natürlichen Ressourcen der Erde und die Grenzen des wirtschaftlichen Wachstums thematisiert werden. Politisch-ideologisch ist in den Bewegungen ein breites und buntes Spektrum an Weltanschauungen vertreten, die im politischen Bereich von anarchistischen über linke bzw. sozialistische bis hin zu rechtspopulistischen und rechtsextremen Positionen reichen.
In eigenen Medien (Graswurzel-Journalismus) und im Internet ist eine sich als oppositionell verstehende Gegenöffentlichkeit entstanden.

## Organisationsform
Es gab und gibt unterschiedliche Organisationsgrade der Neuen Sozialen Bewegungen. Sie reichen von informellen selbstorganisierten kleinen örtlichen und regionalen Basisgruppen ohne Vereinsstatus bis hin zu teils großen überregionalen, bisweilen auch internationalen Verbänden und Organisationen, speziell bei der globalisierungskritischen Bewegung (z. B. attac) oder der Ökologiebewegung (z. B. Greenpeace).
In neuerer Zeit hat sich für solche und andere auch nicht den Neuen Sozialen Bewegungen zugeordnete von staatlichen Stellen unabhängige Organisationen der englische Begriff „Non-Governmental Organisations“ (NGOs) eingebürgert.
In ihren Mitteln und Aktionen berufen sich die meisten Gruppen und Organisationen auf das Prinzip der Gewaltfreiheit, die teilweise unterschiedlich radikal ausgelegt wird, indem zum Beispiel zwischen der Gewalt gegen Sachen und der Gewalt gegen Menschen unterschieden wird. Dabei schließen manche Aktivisten gegebenenfalls auch Sabotage und andere, militantere Aktionsformen mit ein und erfüllen somit Straftatbestände (z. B. der Sachbeschädigung). Das Gewaltmonopol des Staates und dessen Umsetzung wird dabei oft ebenfalls in Frage gestellt. Vereinzelt kam und kommt es bei verschiedenen Aktionen, vor allem in Auseinandersetzungen, bei denen von staatlicher Seite Polizei gegen die Aktivitäten der neuen sozialen Bewegungen eingesetzt wird, auch zu personenverletzender Gewalt.

## Rezeption
In der Öffentlichkeit werden die Neuen Sozialen Bewegungen trotz ihrer ideologischen Vielfalt größtenteils als politisch links orientiert wahrgenommen. In den Zeiten des Kalten Krieges bis zum Ende der 1980er-Jahre wurde von vielen konservativen Bürgern das teils polarisierende Auftreten verschiedener Gruppen als Provokation empfunden, was zu Anfeindungen bis hin zu körperlichen Attacken auf Einzelne führen konnte. Die Länge der Haare, das Aussehen der Kleidung oder andere äußere Merkmale konnte in einzelnen Fällen dafür schon genügen. Häufig wurde den Bewegungen Antiamerikanismus, Unterwanderung durch osteuropäische Geheimdienste oder Ähnliches unterstellt; – ihren Anhängern wurde zumindest politische Einseitigkeit oder einfach nur Naivität, teilweise auch „Berufsrevoluzzertum“ oder „Arbeitsscheu“ und Ähnliches vorgeworfen. Diese Vorurteile und Klischees haben sich erhalten und werden teilweise auch auf die Neuen Sozialen Bewegungen angewandt.
Kritiker halten den Neuen Sozialen Bewegungen auch Tendenzen zum Narzissmus vor: Sie würden individuelle Befindlichkeiten trotz scheinbarer politischer Tätigkeit in den Vordergrund stellen und versuchten diese durch verbalradikale Parolen zu verbergen.

## Alternative Lebens- und Wirtschaftsformen
Innerhalb der Neuen Sozialen Bewegungen wurde mit alternativen Formen des Zusammenlebens experimentiert. Viele Gruppen suchten ein sinnerfüllteres Dasein in einem vermeintlich einfacheren Leben auf dem Lande. Insbesondere in den USA wurden Landkommunen gegründet, in denen ein Leben im Einklang mit der Natur gesucht wurde. Dabei spielte auch die Hinwendung beziehungsweise Wiederentdeckung animistischer Lokalreligionen, beispielsweise derjenigen der nordamerikanischen indigenen Bevölkerung, die im Zuge der politischen und kulturellen Widerstandsaktionen des American Indian Movement in den 1970er-Jahren zu neuer Popularität gekommen waren, eine zunehmende Rolle bei der Entwicklung einer neuen Spiritualität. Dazu trugen auch Vermischungen mit buddhistischen und hinduistischen Elementen in einer teils verfremdeten westlichen Auslegung bei. In ihrer Sinnsuche wendeten sich Teile der Neuen Sozialen Bewegungen der 1970er- und 1980er-Jahre esoterischen Inhalte verschiedener Prägungen zu, was auch zu einer gewissen Entpolitisierung der Bewegungen beitrug.
Mit der Gründung genossenschaftlich orientierter Landwirtschaftsprojekte entstanden auch neue landwirtschaftliche Betriebe, in denen nicht-hierarchische Strukturen vorherrschten, und wo vorrangig ökologische Bewirtschaftung betrieben wurde. Im Lauf der 1970er und 1980er Jahre wurden auch in anderen Wirtschaftsbereichen selbstverwaltete Betriebe aufgebaut, in denen nach ähnlichen Grundsätzen gearbeitet wurde. Mitte der 1980er-Jahre kam es in der Bundesrepublik Deutschland zur Gründung der Ökobank, die das Geld ihrer Anleger vor allem in ökologische Technologien und in sozial gerechten, nicht ausbeuterischen Wirtschaftszweigen investieren sollte.

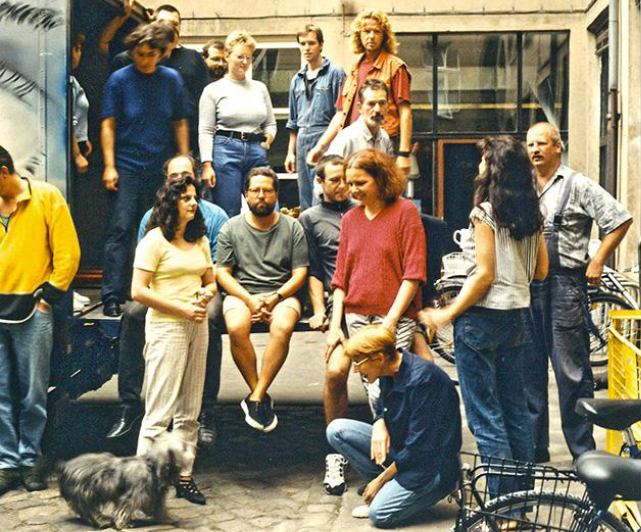
Das Kollektiv von Oktoberdruck in den 1990er Jahren

Ein 1973 in der Alternativbewegung gegründetes Wirtschaftsunternehmen hat sich bis heute seine basisdemokratische Betriebsorganisation erhalten: Oktoberdruck in Berlin.
Nicht nur auf dem Land, sondern auch in den Städten bildeten sich Kommunen und Wohngemeinschaften, aus denen heraus alternative Modelle zu herkömmlichen Formen der sozialen Gemeinschaft entwickelt wurden – auch außerhalb und unabhängig von traditionellen kleinfamiliären Bezügen. Dabei kam es auch zu einer verstärkten Enttabuisierung der Sexualität (siehe auch: sexuelle Revolution). Mit unterschiedlichen sexuellen Orientierungen wurde offener und toleranter umgegangen, zumindest herrschte im Umfeld der Neuen Sozialen Bewegungen ein entsprechender Anspruch vor. Allerdings war die neue sexuelle Freizügigkeit im Allgemeinen nicht so stark ausgeprägt, wie dies in manchen konservativen Medien jener Zeit oft mit einer Mischung aus Faszination und moralischer Empörung behauptet wurde.
Der Begriff „Alternativbewegung“ wurde zu einem Synonym für die Neuen Sozialen Bewegungen. Die gesuchten und teilweise gefundenen Alternativen zu vorherrschenden Ausdrucksformen der „bürgerlich-konservativen“, im Verständnis großer Teile der Bewegungen auch „biederen“ Gesellschaft hatten Auswirkungen auf Soziologie, Psychologie, Pädagogik, Medizin, Religion, Politik und andere gesellschaftliche Bereiche, in denen kulturelle Wandlungsprozesse innerhalb der westlichen Industriegesellschaften in Gang gesetzt wurden.

## Teilbewegungen
Sehr schnell bildeten sich unterschiedliche Teilbewegungen mit größeren und kleineren, kurz- und langlebigen Organisationen und Vereinigungen heraus, die sich speziellen Einzelthemen („Ein-Punkt-Bewegungen“) besonders widmeten. Untereinander gab es Vernetzungen und oft auch themenübergreifende Verbindungen, insbesondere zwischen der Ökologie-, Anti-Atomkraft- und der neuen Friedensbewegung.

### Neue Frauen-, Schwulen- und Lesbenbewegung
Im gesellschaftlichen Bereich traten beispielsweise die neue Frauenbewegung und die Schwulen- und Lesbenbewegung der Homosexuellen mit einer bis dahin nicht gekannten Offensivität an die Öffentlichkeit. Mit zunehmendem Erfolg, wenn auch bis dato nicht abgeschlossen, schafften es diese Bewegungen, das traditionelle geschlechtliche Rollenverständnis in Frage zu stellen und teilweise aus ihren Jahrhunderte-, wenn nicht jahrtausendealten Rollenfestlegungen auszubrechen, beziehungsweise gegebene Diskriminierungsschemata zu überwinden, indem sie immer offensiver ihre gesellschaftliche Stigmatisierung als soziale Randgruppe aufbrachen und aus dieser heraustraten.
Aus diesen Positionen heraus wurden vielfach neue Theorien erarbeitet, die dauerhaft auf den akademischen Diskurs wirkten und zur Herausformung neuer Studiengänge wie Gender Studies und Queer Studies führten.
Die neue Frauenbewegung propagierte ein verstärktes Selbstbewusstsein des weiblichen Teils der Gesellschaft, mehr Selbstbestimmungsrechte und Mitwirkungsmöglichkeiten der Frauen in Politik, Kultur und Wirtschaft. Mit der Zeitschrift Emma in der Bundesrepublik Deutschland wurde von Alice Schwarzer und anderen ein bedeutendes Medium geschaffen, das sich für die Rechte der Frau und gegen bestimmte Rollenklischees einsetzte. Sie trat außerdem zum Beispiel für die Reform beziehungsweise Abschaffung des Abtreibungsparagraphen § 218 ein („Mein Bauch gehört mir“) und startete die „PorNO-Kampagne“ gegen die Ausbeutung und Vermarktung des weiblichen Körpers, insbesondere im Rotlichtmilieu, der Pornographie, der Werbung und anderen Medien.
Obwohl Frauen in vielen Bereichen der Arbeitswelt noch immer gegenüber Männern benachteiligt sind, wurden im Lauf der Jahre doch viele, bislang reine Männerdomänen aufgeweicht. Der Anteil der Frauen in leitenden Positionen von Industrie, Wirtschaft und Politik hat zugenommen. In einigen politischen Parteien Deutschlands gibt es inzwischen eine Frauenquote, durch die sich verschiedene Organisationen verpflichtet haben, das Engagement von Frauen zu fördern.
Siehe auch: Christopher Street Day, Emanzipation, Feminismus, Polyamorie

### Behindertenbewegung

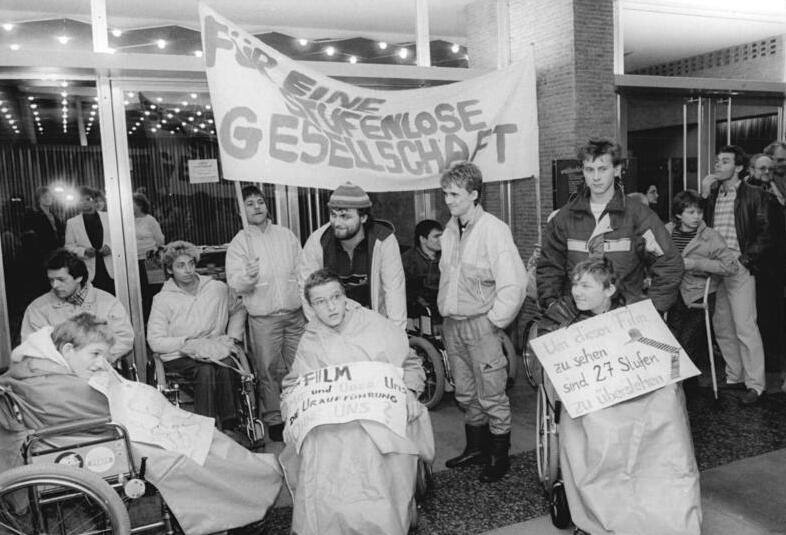
Berlin, Januar 1990: Rollstuhlfahrer demonstrieren vor einem Kino. Unter der Losung „Gegen bauliche und geistige Barrieren – für zugängliche Menschen und Gebäude“ forderten sie mit ihrer 20-minütigen Blockade des Kinoeingangs, Behinderte nicht länger vom kulturellen Leben auszugrenzen.

Die Aufbruchsstimmung der 1968er Jahre ging auch an der Behindertenbewegung nicht spurlos vorüber. Es wurde der „Club 68“ gegründet, der Vorläufer der „Clubs Behinderter und ihrer Freunde“ (Cebeef), zunächst mit dem Ziel der gemeinsamen Freizeitgestaltung, wurden die Clubs auch auf kommunalpolitischer Ebene aktiv, um Alltagshindernisse abzubauen.
1974 gab Gusti Steiner zusammen mit dem Publizisten Ernst Klee Kurse an der Frankfurter Volkshochschule, wo sie mit behinderten und nichtbehinderten Teilnehmern provokante Aktionen durchführten: Sie blockierten die Straßenbahn, um auf die Missstände aufmerksam zu machen und verliehen einige Male die „Goldene Krücke“ an die jeweils „größte Niete der Behindertenarbeit“.
Ab 1978 gründeten Franz Christoph und Horst Frehe Krüppelgruppen, allein der Name war Provokation, und Nichtbehinderte durften nicht teilnehmen. Nach dem Vorbild der Frauenbewegung wollte man zunächst unter sich die Situation analysieren.
Von den Krüppelgruppen wurde von 1979 bis 1985 die Krüppelzeitung – „Zeitung von Krüppel für Krüppel“ – herausgegeben, die später mit der Luftpumpe zur Randschau wurde.
Am 25. Februar 1980 wurde die als „Frankfurter Urteil“ bekannte Gerichtsentscheidung erlassen (Urlauber klagten mit Erfolg den Anblick von behinderten Menschen als Reisemangel ein). Es gab zahlreiche Proteste und eine Demonstration in Frankfurt am Main- am 8. Mai 1980, bei der auf die Diskriminierung behinderter Menschen in Deutschland aufmerksam gemacht wurde.
Es folgten die Vorbereitungen der Behinderteninitiativen zum UNO-Jahr der Behinderten, das für 1981 ausgerufen worden war. Ziel der Gruppen war, die offiziellen Veranstaltungen des UNO-Jahres zu nutzen, um ihren Anliegen Gehör zu verschaffen, wie unter dem Motto „Jedem Krüppel seinen Knüppel“ die Störung der Eröffnungsveranstaltung am 24. Januar in der Dortmunder Westfalenhalle.
Den Abschluss des „Jahres der Behinderer“ bildete das Krüppeltribunal. Analog zum Russell-Tribunal von Amnesty International wurden Menschenrechtsverletzungen an behinderten Menschen angeprangert.
Fortgeführt wurde die Kritik an der Ausgrenzung und Institutionalisierung behinderter Menschen 1982 auf dem internationalen Fachkongress in München. Unter dem Titel „Leben, Lernen, Arbeiten in der Gemeinschaft“ wurden dort auch verschiedene Modelle der Unterstützung körperbehinderter Menschen, wie das Konzept des Independent Living aus den USA, vorgestellt.
Im November 1986 wurde in Bremen die Beratungsstelle Selbstbestimmt Leben eröffnet, als erstes von inzwischen über zwanzig Zentren für Selbstbestimmtes Leben.

### Ökologiebewegung, Anti-Atomkraft-Bewegung

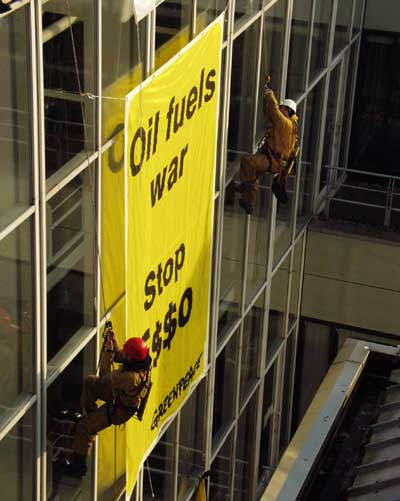
Greenpeace-Aktion in London gegen den ExxonMobil-Konzern (Esso)

Ebenfalls aus der Alternativbewegung heraus etablierte sich zunehmend ein neues Bewusstsein für ökologische Zusammenhänge. Die Verschmutzung und Zerstörung der natürlichen Lebensgrundlagen Wasser, Erde und Luft durch herkömmliche technologische Entwicklungen wurde ab den 1970er Jahren verstärkt durch die Ökologiebewegung ins Blickfeld der Öffentlichkeit gerückt. Gefordert wird der Ausstieg aus den Risikotechnologien wie Atomenergie und die Förderung der Entwicklung erneuerbarer Energien, beispielsweise Sonnenenergie, Windenergie, Biogastechnologie, Wasserkraft und anderen. Aus der Ökologiebewegung entwickelten sich in den 1980er Jahren auch große international agierende Organisationen wie etwa Greenpeace oder die in der Bundesrepublik Deutschland gegründete NGO Robin Wood, die durch spektakuläre öffentlichkeitswirksame Aktionen Umweltskandale aufdeckten, teilweise behinderten oder auch verhinderten. Ab 1970 rückte auch die Wachstumskritik inn den Fokus der Umweltbewegung, in Frankreich entstand eine wachstumskritische Bewegung, die sich aber erst im 21. Jahrhundert in Deutschland und anderen zumeist europäischen Ländern etablieren konnte.
Weitere Themenbereiche der Ökologiebewegung sind neben Kampagnen zur Müllvermeidung, dem Klimaschutz unter anderem auch der Verbraucherschutz, in dessen Zusammenhang die Verwendung chemischer Zusatzstoffe in den Lebensmitteln unter anderem kritisiert wird. Gefordert wird die Kennzeichnung der Inhaltsstoffe von Nahrungsmitteln, was während der rot-grünen Bundesregierung zwischen 1998 und 2005 auch zunehmend umgesetzt wurde. Die Ökologiebewegung setzt sich für biologische Landwirtschaft ein, fordert ein Ende der Massentierhaltung; stattdessen Umstellung auf artgerechte Tierhaltung. Neben anderem wird die Beimischung von hormonellen Zusatzstoffen im Futtermehl abgelehnt. Besondere Aktualität erlangten entsprechende Forderungen durch den BSE-Skandal und andere Tierseuchen um die Jahrhundertwende zum 21. Jahrhundert, als Zehntausende von Nutztieren europaweit getötet werden mussten. Des Weiteren setzt sich die Bewegung auch allgemeiner für den Tierschutz ein. Neben dem besonderen Schutz von bedrohten Tierarten wird auch das Verbot von Tierversuchen, restriktivere Maßnahmen gegen den Walfang usw. gefordert. Seit Ende der 1990er Jahre kam als weiterer Themenschwerpunkt der Protest gegen genmanipulierte Nahrungsmittelproduktion und allgemeiner die Kritik an der Genforschung und Gentechnologie auch unter ethischen Gesichtspunkten hinzu.
Ein Teil der Ökobewegung, die Anti-Atomkraftbewegung (siehe Atomkraftgegner) thematisierte die Gefahren für Mensch und Umwelt, die nicht nur von der militärischen, sondern auch von der zivilen Nutzung der Atomenergie ausgingen. Auftrieb und Unterstützung durch breitere Bevölkerungsschichten erhielt die Anti-Atomkraftbewegung durch aufsehenerregende Unfälle und Katastrophen in einigen Atomanlagen. Das waren insbesondere der GAU („Größter anzunehmender Unfall“) im US-amerikanischen Kernkraftwerk Three Mile Island in Harrisburg 1979 und die Super-GAUs nach den Explosionen im ukrainischen Kernkraftwerk von Tschernobyl 1986 und im japanischen Fukushima I 2011.
Seit den 1970er-Jahren war es vor allem in Westeuropa und insbesondere in der Bundesrepublik Deutschland zu teilweise massiven Demonstrationen und Aktionen gegen bestehende und geplante Standorte von Atomkraftwerken (beispielsweise Wyhl am Kaiserstuhl, Brokdorf in Deutschland, Zwentendorf in Österreich), Wiederaufbereitungsanlagen (WAA in Wackersdorf) oder Endlagerstätten (Gorleben) mit wechselndem Erfolg gekommen. An den entsprechenden Standorten, besonders bei den Auseinandersetzungen um Brokdorf 1982 und Wackersdorf bis 1986 war es mehrmals zu regelrechten Schlachten zwischen Demonstranten und polizeilicher Staatsgewalt gekommen. Bis in die Gegenwart werden die Castor-Transporte mit den abgebrannten radioaktiven Brennelementen etwa aus der französischen Wiederaufbereitungsanlage von La Hague ins Zwischenlager nach Gorleben regelmäßig von manchmal auch militanten Atomkraftgegnern der Autonomen Szene behindert, was wiederholt massive Polizeieinsätze zur Sicherung der Transporte zur Folge hatte.
Bei den Castor-Behinderungsaktionen am 7. Oktober 2004 kam der französische Atomkraftgegner Sébastien Briat ums Leben, als er im Elsass vom Transportzug, der ihm die Beine abtrennte, überrollt wurde. Er starb kurz darauf an seinen schweren Verletzungen. Briat hatte versucht, sich mit drei weiteren Menschen an den Gleisen anzuketten und war zum Zeitpunkt des Unglücks gerade dabei, sich wieder von den Schienen zu entfernen, da die Gruppe erkannte, dass der Zug nicht zum Stillstand kommen würde. Dabei wurde Sébastien von Luftsog des sehr schnell fahrenden Castor-Zuges erfasst.

### Neue Friedensbewegung

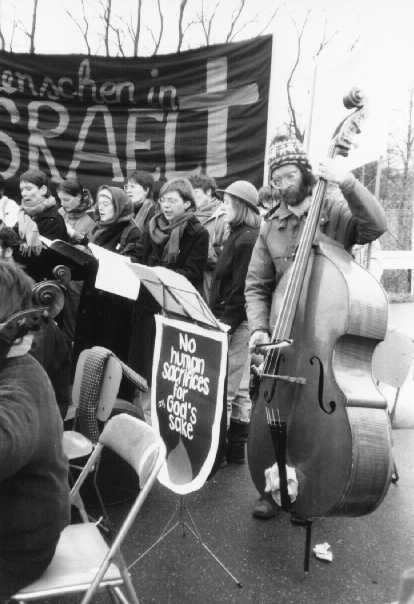
Musiker der Gruppe Lebenslaute bei einer Blockadeaktion

Ab Mitte der 1970er-Jahre, insbesondere Anfang der 1980er-Jahre wuchs eine neue Friedensbewegung rasch an. Mitte der 1970er-Jahre richtete sich ihr Protest gegen die Entwicklung der Neutronenbombe (1976), der eine Wiederbelebung der Ende der 1950er Jahre begründeten Ostermarschbewegung nach sich zog. Zwischen 1979 und Mitte der 1980er-Jahre wuchs die neue Friedensbewegung zu einer Massenbewegung heran. In ihrem Widerstand gegen die Stationierung der neuen US-amerikanischen Mittelstreckenraketen Pershing II und Marschflugkörper (Cruise-Missiles) im Rahmen des NATO-Doppelbeschlusses als Ausgleich gegen die sowjetischen SS-20-Raketen, verband die Friedensbewegung spektakuläre Großdemonstrationen auch mit Aktionen des zivilen Ungehorsams wie Sitzblockaden vor Militär- und Atomwaffenstandorten, Verweigerungskampagnen und anderem. Getragen wurde die Friedensbewegung von einem sehr breiten Spektrum, das von kirchlichen Basisgruppen über Gewerkschaften bis hin zu radikalpazifistischen und grundsätzlich antimilitaristischen Gruppen aus einem sozialistischen bis anarchistischen Umfeld reichte. Ende der 1980er-Jahre ebbte die Friedensbewegung wieder ab, erlangte aber ab den 1990er-Jahren in Deutschland zeitweise immer wieder eine gewisse Bedeutung im Protest gegen die Kompetenzerweiterung der Bundeswehr und die nach dem Ende des Kalten Krieges von den USA und ihren europäischen Alliierten geführten Kriege im Irak 1991, in Jugoslawien 1999, sowie im Zuge des von US-Präsident George W. Bush proklamierten sogenannten „Krieges gegen den Terrorismus“ nach dem 11. September 2001 in Afghanistan 2001 und besonders gegen den 3. Golfkrieg der USA, Großbritanniens und anderer Alliierter gegen den Irak 2003. Dieses bislang letzte große Aufflackern der deutschen und auch internationalen Friedensbewegung hatte mit mehreren Millionen Demonstranten weltweit eine breite globale Resonanz. Allein am 15. Februar 2003 waren an einem einzigen Tag in verschiedenen Städten der Welt insgesamt über 10 Millionen Menschen gegen den drohenden Krieg auf die Straße gegangen.
2004/2005 war einer der Schwerpunkte der deutschen und westeuropäischen Friedensbewegung der Widerstand gegen die Verfassung der Europäischen Union, hier insbesondere gegen deren militär- und „verteidigungspolitische“ Inhalte. Kritisiert wird dabei beispielsweise die Festschreibung möglicher weltweiter EU-Kampfeinsätze, die Ausdehnung des Einsatzspektrums einer europäischen Armee und eine Aufrüstungsverpflichtung für die einzelnen Staaten (Artikel I-41 der EU-Verfassung: „Die Mitgliedstaaten verpflichten sich, ihre militärischen Fähigkeiten schrittweise zu verbessern“). – Eine entsprechende Aufklärungskampagne fand in der Bundesrepublik Deutschland jedoch kaum öffentliches Gehör, wohingegen die gesellschaftliche Diskussion über die EU-Verfassung in den westlichen Nachbarstaaten der Bundesrepublik, vor allem den Benelux-Ländern und Frankreich sehr breit geführt wurde. Bei nationalen Volksabstimmungen in Frankreich und den Niederlanden im Mai und Juni 2005, wo die Friedensbewegung sich mit Verfassungsgegnern verbündete, die aus weiteren sozialen Aspekten heraus die vorliegende EU-Verfassung kritisierten, wurde sie mit einer breiten Mehrheit abgelehnt. Gefordert wird stattdessen eine europäische Verfassung, die sich stärker an den sozialen Bedürfnissen der Bürger orientiert, und weniger an neoliberalen Interessen der Wirtschaft bzw. international operierender Konzerne.

### Bürgerinitiativbewegung
Mit der Ökologie- und Anti-Atomkraftbewegung nahmen in den 1970er- und 1980er-Jahren die Gründungen von Bürgerinitiativen (BIs) sprunghaft zu. So entwickelte sich vor allem auf kommunalen und regionalen Ebenen eine relativ breite Bürgerinitiativbewegung in der Bundesrepublik. Neben ökologischen Themen des Umweltschutzes wurden vor Ort zunehmend weitere soziale, kulturelle, verkehrspolitische und andere Projekte von den BIs aufgegriffen.
Ein verbreitetes Motto der BIs war: „Global denken, lokal handeln!“
Unter anderem wurden durch direkte Bürgerbeteiligung, zum Beispiel im Rahmen von kommunalen Bürgerentscheiden, Umgehungsstraßen um Wohngebiete, Fußgängerzonen oder Tempo-30-Zonen, Kindergärten, Jugendzentren und andere soziale Treffpunkte gefordert und teilweise durchgesetzt. Des Weiteren kam es zur Verhinderung verschiedener als problembehaftet angesehener Bau- / Straßenbauprojekte, Tunnel, der Verhinderung der Zerstörung von Naherholungsgebieten usw.
Stärker als im überregionalen Bereich waren in den basisnahen BIs auch bis dahin eher wenig politisch engagierte Bürger beteiligt.
Bundesweit bildete der Bundesverband Bürgerinitiativen Umweltschutz (BBU) den Dachverband der ökologisch orientierten BIs. Dieser arbeitete eng mit dem 1975 gegründeten Bund für Umwelt- und Naturschutz Deutschland (BUND) zusammen.
Verschiedene Bürgerinitiativen erlangten auch überregional und bundesweit politische Aufmerksamkeit und Bedeutung. Neben den großen Atomstandorten Wyhl, Gorleben, Wackersdorf, Brokdorf und anderen war es beispielsweise Anfang der 1980er-Jahre auch der Widerstand der Bürgerinitiative in Mörfelden-Walldorf gegen den Bau der Startbahn West des Frankfurter Rhein-Main-Flughafens, der zeitweise Zehntausende von Demonstranten aus ganz Deutschland mobilisieren konnte. Sie protestierten auch gegen die militärische Nutzung der geplanten Startbahn. Der Wald des vorgesehenen Baugeländes wurde besetzt und in einem Hüttendorf eine Dauerpräsenz der Startbahngegner eingerichtet. Vom Hüttendorf aus kam es immer wieder auch zu militanten und gewaltsamen Auseinandersetzungen zwischen Demonstranten und der Polizei, die noch einmal bei der letztlichen Räumung des Dorfes durch die Staatsgewalt eskalierten. Trotz des massiven Widerstands konnte der Bau der Startbahn West nicht verhindert werden. Im Kontext dieses Konflikts entstand auch die Walduniversität Mörfelden-Walldorf, die man – ähnlich der 1975 entstandenen Volkshochschule Wyhler Wald – ebenfalls den Neuen Sozialen Bewegungen zurechnen kann.

### Dritte-Welt- / Eine-Welt-Initiativen und -Solidaritätsgruppen, antiimperialistische Bewegung; Globalisierungskritiker
„Dritte-Welt“- beziehungsweise später Eine-Welt-Solidaritätsgruppen entwickelten sich im Anschluss an die Studentenbewegung der APO aus der antiimperialistischen Szene um die „Neue Linke“, aber auch aus christlich orientierten und anderen Gruppen. Sie solidarisierten sich vielfach mit den revolutionären Befreiungsbewegungen der Entwicklungsländer, insbesondere in den Staaten Süd- und Mittelamerikas. Damit wandten sie sich zugleich auch gegen den von ihnen so genannten US-amerikanischen „Neoimperialismus“. In Westdeutschland bildete der in den 1970er-Jahren gebildete „Bundesverband entwicklungspolitischer Aktionsgruppen“ (BUKO) einen koordinierenden losen Dachverband dieser meist nicht in Vereinen und nicht hierarchisch strukturierten Initiativen. Vom Staat unabhängige Eine-Welt-Initiativen und Solidaritätsgruppen in der DDR sammelten sich unter dem Dach des Anfang der 70er Jahre entstandenen INKOTA-netzwerks.

#### Beispiele internationaler politischer Solidaritätsbestrebungen
Nach dem Putsch in Chile 1973, bei dem der demokratisch gewählte sozialistische Ministerpräsident der Unidad Popular, Salvador Allende, gestürzt wurde und ums Leben kam und General Augusto Pinochet eine Militärdiktatur errichtete, waren es auch Dritte-Welt-/Eine-Welt-Gruppen, die im Westen die Rolle der USA, ihrer Geheimdienste und amerikanischer Konzerne bei der Unterstützung des Putsches und der Diktatur öffentlich machten.
1979 unterstützten antiimperialistische Gruppen die sandinistische Revolution der FSLN unter Huberto Ortega, Sergio Ramírez, Tomás Borge, Daniel Ortega und anderen gegen die Somoza-Diktatur in Nicaragua. Lateinamerika-Solidaritätskomitees bildeten unter anderem auch internationale Brigaden, die nach Nicaragua reisten und dort für die Revolution tätig waren. Die Brigaden halfen zum Beispiel mit, die Infrastruktur und die medizinische Versorgung des Landes zu sichern.
Mit der umstrittenen Kampagne „Waffen für El Salvador“ wurde in den beginnenden 1980er-Jahren die linke Guerillabewegung FMLN gegen die Rechtsdiktatur im vom Bürgerkrieg geschüttelten El Salvador, dem kleinsten Land Mittelamerikas, unterstützt. Nach der Ermordung des dortigen Bischofs Oscar Romero, eines Vertreters der Befreiungstheologie, durch staatsterroristische Banden, gesellten sich zunehmend kritische christliche Gruppen zu den internationalistischen Solidaritätskomitees.
1994 galt die Unterstützung den auch schon dezidiert globalisierungskritischen Zapatistas, die im Bundesstaat Chiapas in Südmexiko bei einem mehrjährigen Aufstand mehr Selbstbestimmungsrechte für die vornehmlich indianische Bevölkerung und ein Ende der wirtschaftlichen Bevormundung und Ausbeutung forderten.
Des Weiteren setzte sich die internationale Solidaritätsbewegung für das Ende des rassistischen Apartheidregimes in Südafrika ein. Sie forderte die Freilassung des ANC-Führers Nelson Mandela aus politischer Haft und setzte sich in den 1980er Jahren für den Boykott südafrikanischer Waren ein, um das Apartheidregime wirtschaftlich zu schwächen. Durch den internationalen Druck kam es Anfang der 1990er Jahre zum demokratischen Wechsel und zum Ende der Rassentrennung in Südafrika. Mandela wurde nicht lange nach seiner Freilassung zum Staatspräsidenten Südafrikas gewählt.

#### Beispiele politisch kontroverser Einschätzungen in der internationalistischen Bewegung
Bei der Einschätzung der politischen Vorgänge in Asien, im Nahen und Mittleren Osten gab und gibt es stärker als bei anderen Kontinenten kontroverse, teils entgegengesetzte Meinungen innerhalb der Bewegung.
Der Sturz des Schahs Mohammad Reza Pahlavi im Iran 1979 wurde zunächst einhellig begrüßt. Nach der Einführung des islamistischen Fundamentalismus durch Ajatollah Ruhollah Chomeini und seiner Unterdrückung der Volksmudschahedin wandten sich die Anhänger der iranischen Revolution im Westen schnell von ihr ab.
Auch das Pol-Pot-Regime der 1970er-Jahre in Kambodscha wurde von fast allen internationalistischen Gruppen wegen seiner blutig-grausamen Umsetzung und der massenhaften Ermordung auch scheinbarer Gegner abgelehnt.
Unterschiedlich bewertet wird der Kampf der Kurden für einen eigenen Staat. Zwar wird der Bürgerkrieg der Türkei gegen die Kurden sowie die Unterdrückung der kurdischen Kultur und der revolutionären Partei PKK verurteilt. Allerdings stehen viele einem radikalen kurdischen Nationalismus auch kritisch gegenüber.
Noch weiter auseinander gingen und gehen die Meinungen in der internationalistischen Bewegung bei der Einschätzung der PLO in Israel / Palästina. Relativ einig war und ist man sich in der Unterstützung der Forderung eines eigenen palästinensischen Staates neben Israel. Die Methoden der PLO, die in den 1970ern und danach auch terroristische Anschläge beinhalteten, wurden von Teilen der Bewegung legitimiert, von vielen anderen wurden sie jedoch abgelehnt.
Ebenfalls sehr unterschiedlich fällt die Beurteilung der neueren Entwicklung spätestens seit der Ministerpräsidentschaft Ariel Scharons in Israel aus. Der Krieg Israels gegen die Palästinenser findet zwar kaum Unterstützung, umso mehr dafür die israelische Friedensbewegung und eine ihrer bedeutendsten Organisationen, die 1992 gegründete Initiative Gush Shalom. Jedoch werden die Selbstmordanschläge aus den Reihen der Hamas und anderer radikaler fundamentalistischer Palästinensergruppen sehr kontrovers diskutiert. Für die einen sind es legitime Verzweiflungstaten eines unterdrückten und militärisch unterlegenen Volkes, für die anderen nicht mehr vertretbare terroristische Akte gegen Unschuldige.
In neuerer Zeit wird vor allem innerhalb der deutschen antiimperialistischen Bewegung in diesem Zusammenhang auch ein Antisemitismus-Streit geführt. Sympathisanten der Hamas und teilweise auch Kritikern der israelischen Regierung werden antisemitische Tendenzen vorgeworfen. Insbesondere der Aufruf zum Boykott israelischer Waren aus den von Israel besetzten Gebieten Westjordanland und Gazastreifen durch einige Palästinakomitees in Deutschland erinnerte viele an die Nazi-Parole „Kauft nicht bei Juden“ und führte zu sehr deutlichen Antisemitismus-Vorwürfen gegen die entsprechenden Gruppen.

#### Wirtschaftliche und soziale Standpunkte, Globalisierungskritik
Einer der Schwerpunkte der antiimperialistischen und Eine-Welt-Solidaritätsgruppen war das Thema Nord-Süd-Konflikt, dem nach Ansicht der Anhänger der Solidaritätsbewegung eine ungerechte Weltwirtschaftsordnung zugrunde liegt. Sie warfen den Industriestaaten des Nordens vor, ihren Wohlstand auf Kosten der „Dritten Welt“ zu begründen und auszubauen.
Gefordert wurden andere Prioritäten in der Entwicklungshilfe, etwa die Förderung einer stärkeren Binnenorientierung der Wirtschaft in den Entwicklungsländern, um die dortige Importabhängigkeit auszugleichen. Außerdem wurden neben vielen anderen Maßnahmen Abschaffung und Verbot von Kinderarbeit, gerechtere Entlohnung vor allem der Landarbeiter, die vielerorts noch unter feudalismusähnlichen Strukturen arbeiteten, sowie eine Entschuldung der bei IWF und Weltbank hoch verschuldeten Staaten gefordert.
Mit dem Aufbau von Dritte-Welt- und später Eine-Welt-Läden wurde versucht, durch Direktabnahme von Waren der Entwicklungsländer aus selbstverwalteten Betrieben und Kooperativen einen fairen Handel mit den entsprechenden Ländern zu propagieren und wenigstens ansatzweise umzusetzen. Insbesondere Kaffee, Tee, Südfrüchte und andere regionale Produkte wurden in Europa von den Initiativen zu Preisen angeboten, die den Produzenten eine bessere, gerechtere Entlohnung ihrer Erwerbsarbeit gewährleisten sollten.
Nach dem Zerfall der als „realsozialistisch“ bezeichneten Systeme des europäischen Ostblocks, mit dem der Kalte Krieg um 1990 endete, kam es zusehends zu einer Öffnung des Weltmarkts im Zuge des sogenannten „Neoliberalismus“. Von dieser Öffnung profitierten insbesondere weltweit operierende Konzerne, die sich teilweise zu weltumspannenden Wirtschaftsriesen fusionierten.
Forciert wurde die wirtschaftliche Globalisierung durch eine für manche mit der industriellen Revolution des 18./19. Jahrhunderts vergleichbare technologisch revolutionäre Entwicklung vor allem in der elektronischen Datenverarbeitung (EDV) und der Telekommunikation, die besonders der Computerbranche und anderen neuen Technologien zugutekam. Der weltweite Handel und Börsenspekulationen in globalem Maßstab wurden und werden dadurch extrem vereinfacht.
Diese neue Phase des Kapitalismus hat grundlegende verändernde Auswirkungen sowohl auf die Sozialsysteme in den Industriestaaten (Sozialabbau) als auch auf die wirtschaftlich und finanziell von den reichen Staaten abhängigen Länder der „Dritten Welt“. Mit dem zunehmenden Reichtum der großen Konzerne wächst die Armut breiter Bevölkerungsschichten – vor allem in den Entwicklungs- und Schwellenländern. Damit nimmt auch das soziale Gefälle zwischen Nord und Süd weiter zu.
Diese Entwicklung der wirtschaftlichen Globalisierung führt seit Mitte der 1990er Jahre, ausgehend unter anderem auch vom Aufstand der Zapatistas in der südmexikanischen Provinz Chiapas, zu einer anwachsenden weltweiten globalisierungskritischen Bewegung, wobei sich die Kritik und der Widerstand im Wesentlichen gegen die sozialen und ökonomischen Folgen der Globalisierung von oben richtet, der die Bewegung eine soziale Globalisierung oder besser Internationalisierung von unten entgegenzusetzen versucht.
In dieser Bewegung finden sich sehr viele verschiedene politische und ideologische Meinungen und Spektren mit entsprechend unterschiedlichen Schwerpunkten, Konzepten und Vorstellungen wieder. Es gibt Überschneidungen mit der wachstumskritischen Bewegung und der Umweltbewegung.
Insbesondere während der Weltwirtschaftsgipfel der Industriestaaten, der sogenannten G8-Gipfel und anderen politischen und ökonomischen Zusammenkünften von Vertretern der mächtigen Staaten des Nordens kommt es seit Ende der 1990er-Jahre regelmäßig zu massiven Demonstrationen gegen die entsprechende Politik der Industrieländer, der WTO (Welthandelsorganisation), des IWF (Internationaler Währungsfonds) und der Weltbank, so zum Beispiel 1999 in Seattle in den USA oder 2001 beim G8-Gipfel in Genua / Italien. Dort ging die Polizei auch gegen friedliche Demonstranten hart vor. Der Demonstrant Carlo Giuliani wurde am 20. Juli 2001 bei Protesten gegen den G8-Gipfel in Genua mit einem Kopfschuss von einem Carabiniere getötet. Viele andere wurden zeitweise inhaftiert und/oder trugen bei Misshandlungen durch die Staatsgewalt teils schwere Verletzungen davon.

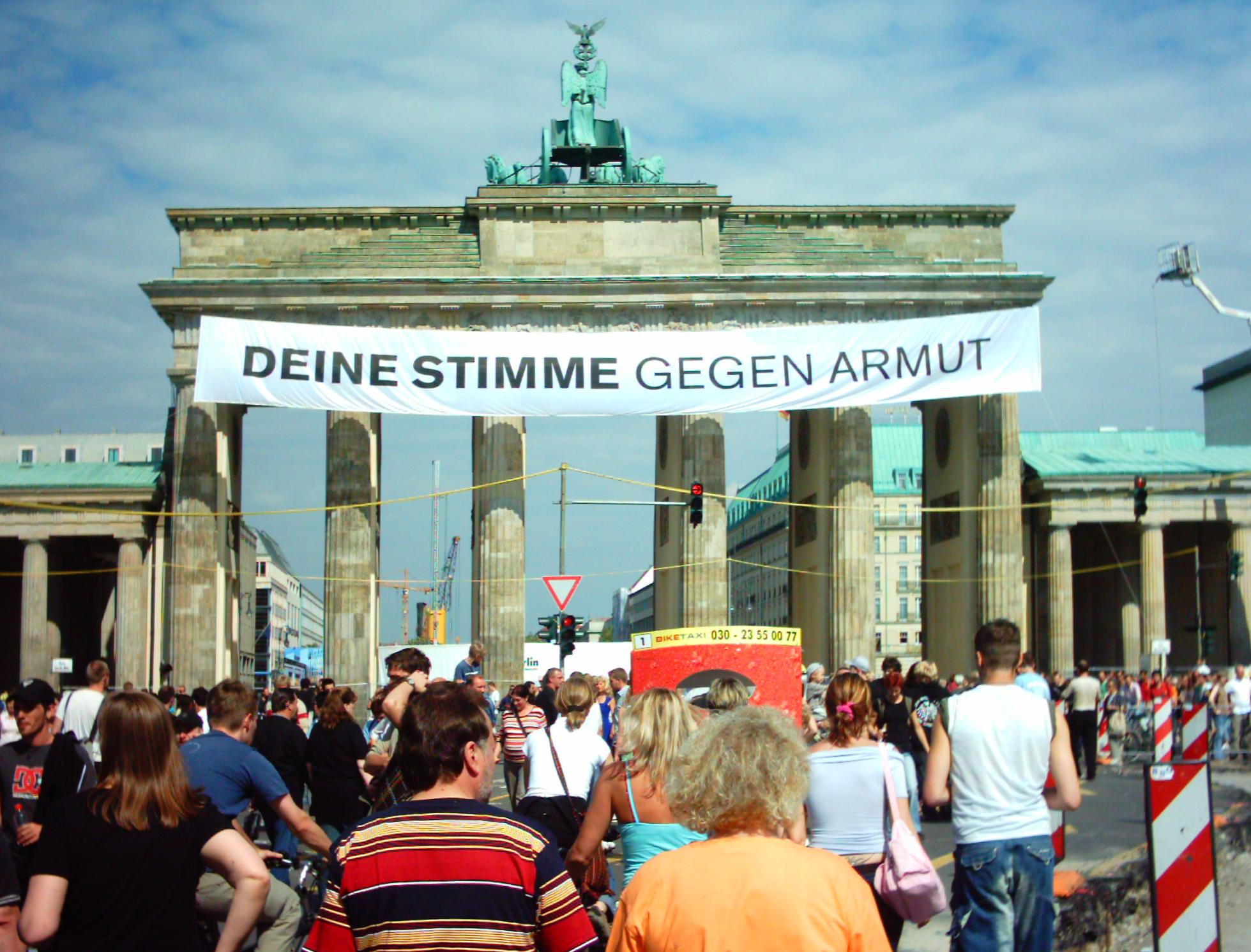
Brandenburger Tor in Berlin während des Live-8-Konzerts 2005

Im Vorfeld des G8-Gipfels vom 6. bis 8. Juli 2005 im schottischen Gleneagles standen die internationalen Proteste besonders unter dem Motto, die Armut in den Entwicklungsländern zu bekämpfen, beispielsweise mit der Forderung, die entsprechend hoch verschuldeten Staaten zu entschulden. In den Mittelpunkt wurde dabei die Hilfe für Afrika gestellt, den ärmsten Kontinent der Erde. Um die Öffentlichkeit für diese Forderung zu sensibilisieren und den moralischen Druck auf die Staatschefs des G8-Gipfels zu verstärken, fanden am 2. Juli 2005 in Metropolen der teilnehmenden Staaten sowie in Johannesburg/Südafrika große, weltweit übertragene Rock- und Popkonzerte statt, die sogenannten „Live 8-Konzerte“, die von Bob Geldof initiiert wurden. Diese Konzerte gingen in ihrem Ursprung zurück auf das schon 1985 ebenfalls von Bob Geldof organisierte weltweite „Live Aid“-Konzert zur Unterstützung des Kampfes gegen die Armut in Afrika, insbesondere in den von Hungersnöten betroffenen Regionen wie Äthiopien u. a. Dessen Wiederbelebung 2005 (als „Live 8“) führte zum bis dahin weltweit größten Musikereignis seiner Art. Auch während des G8-Gipfels selbst kam es zu Demonstrationen in Edinburgh und der Umgebung des weiträumig abgesperrten Geländes um Gleneagles. Sowohl das Gipfeltreffen selbst als auch die Demonstrationen und Proteste der Globalisierungskritiker wurden jedoch überschattet von offenbar islamistisch motivierten Terroranschlägen am 7. Juli 2005 gegen den öffentlichen Personennahverkehr in London (vgl. Terroranschläge am 7. Juli 2005 in London), bei denen mehrere Dutzend Menschen getötet wurden. Durch diesen neueren, allem Anschein nach aus dem Umfeld von al-Qaida initiierten Anschlag trat der G8-Gipfel, jedenfalls die alternativen Protestveranstaltungen gegen die unsozialen Auswüchse der G8-Politik in der aktuellen öffentlichen Berichterstattung in den Hintergrund.
Seit 2001 treffen sich auf der Gegenveranstaltung zum Weltwirtschaftsforum in Davos / Schweiz und anderen Wirtschaftsgipfeln globalisierungskritische Einzelpersonen, Gruppen und Organisationen beim Weltsozialforum, um politische, soziale und wirtschaftliche Konzepte und Strategien gegen die kapitalistische Globalisierung zu diskutieren. Das Weltsozialforum tagte in den Jahren 2001 bis 2003 in Porto Alegre / Brasilien, 2004 in Mumbai/Indien, Ende Januar 2005 erneut in Porto Alegre. Bei dem zeitgleich stattfindenden Weltwirtschaftsforum in Davos finden regelmäßig Demonstrationen von Globalisierungskritikern gegen die dort stattfindenden Beratungen der Wirtschaftsfachleute statt, bei denen es immer wieder zu militant eskalierenden Auseinandersetzungen zwischen Polizei/Armee einerseits und den Demonstranten andererseits kam.

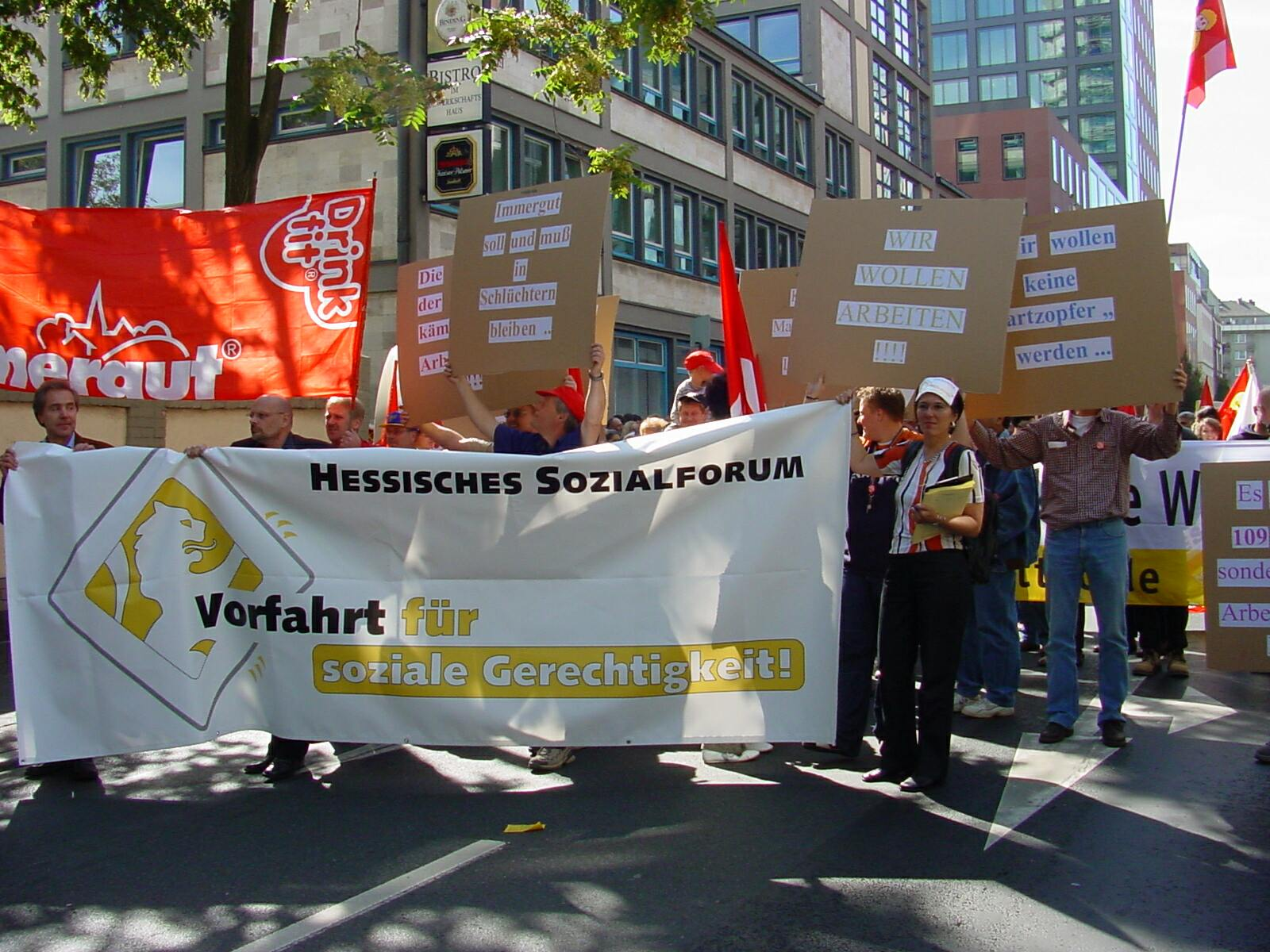
Demonstration des Hessischen Sozialforums

Zusätzlich zum Weltsozialforum tagen regionale Sozialforen, die entsprechend dem Weltsozialforum auf einzelne Kontinente und Länder bezogene Arbeit leisten. Zuletzt tagte beispielsweise das europäische Sozialforum im Mai 2006 in Athen/Griechenland.
An all diesen globalisierungskritischen Foren beteiligt ist auch die 1998 in Frankreich gegründete, international agierende und regional vernetzte Vereinigung Attac, die bis heute einen regen Zulauf an Mitgliedern und Mitgliedsorganisationen verzeichnet. Attac wurde zunächst bekannt durch die Forderung nach Einführung der „Tobin-Steuer“ auf Finanztransaktionen, unter anderem, um Steuerflucht und überbordenden Gewinnen aus Börsenspekulationen vorzubeugen. Die Attac angeschlossenen Gruppen und Organisationen widmen sich in verschiedenen Arbeitsgruppen bis heute zunehmend auch weiteren Themengebieten der Globalisierung bis hinunter auf lokale und regionale Bereiche.
Seit den in Europa mit der sogenannten Eurokrise aufgetretenen Problemen kam es auch zur Bildung von „alternativen“ Bewegungen jenseits der klassischen Milieus. Proteste gegen öffentliche Bauprojekte wie in Deutschland Stuttgart 21 oder in der Türkei wurden auch von Bürgern nicht linker Prägung besucht. In Deutschland formte sich vor der Bundestagswahl 2013 die Alternative für Deutschland, die von Politikwissenschaftler und Soziologen als rechtspopulistische, in Teilen rechtsextreme Partei eingestuft wird.

### Weitere Teilbewegungen, Gruppen, Themenbereiche

#### Jugendzentrumsbewegung
In den 1970er-Jahren forderte die Jugendzentrumsbewegung in vielen Städten und Gemeinden selbstverwaltete Jugendzentren und Jugendhäuser, um sich eigene Treffpunkte zur Freizeitgestaltung ohne Konsumzwang und ohne Kontrolle durch die Elterngeneration zu schaffen. Im schweizerischen Zürich kam es in den späten 1970er und frühen 1980er Jahren zu teils heftigen Krawallen und Straßenkämpfen mit der Staatsgewalt bei den Auseinandersetzungen um ein Autonomes Jugendzentrum (AJZ), in deren Verlauf es zur Besetzung eines ehemaligen Fabrikgeländes kam (vgl. Jugendunruhen in der Schweiz). Nach dem Abflauen der Proteste standen viele Jugendzentren vor der Wahl, zu schließen oder sich (wieder) zu professionalisieren. In der Schweiz gab das dem Beruf „Soziokulturelle Animation“ Auftrieb.

#### Hausbesetzerbewegung
Auch die vor allem von der autonomen Szene geprägte Hausbesetzerbewegung ab den frühen 1970er-Jahren machte mit teilweise spektakulären Besetzungsaktionen leer stehender Gebäude auf sich aufmerksam. Sie wehrte sich gegen Immobilienspekulationen im großen Stil sowie gegen Wuchermieten und Wohnungsnot. Ein Hauptzentrum der Hausbesetzerbewegung war der West-Berliner Stadtteil Berlin-Kreuzberg, der auch allgemein einen Kristallisationspunkt der linksalternativen Großstadtszene in der Bundesrepublik vor dem Mauerfall bildete. Ein weiterer Schwerpunkt der Hausbesetzerszene war die Hafenstraße in Hamburg. Aber auch in vielen anderen Städten kam es immer wieder zu Besetzungen leer stehender Gebäude, die zum Teil als Wohnraum und zum Teil als kulturelle Zentren bzw. als Autonome Zentren genutzt wurden und werden. Manchmal wurden die besetzten Gebäude nach einer Zeit der Duldung gewaltsam durch die Staatsgewalt geräumt, was sehr oft Straßenkrawalle zur Folge hatte. In anderen Fällen konnten die Besetzer Nutzungsverträge durchsetzen.
Eine Variante der Hausbesetzerbewegung ist seit den 1980er-Jahren die Wagenburg-Bewegung, die in einigen Städten auf brachliegenden Flächen mit alternativen Formen des Zusammenlebens und auch der politisch motivierten Aktivität in sogenannten Wagenburg-Siedlungen experimentieren. Sie leben dort vornehmlich in umgebauten und ausgedienten Bauwagen und anderen einfach konstruierten Behausungen, um ein selbstbestimmtes Leben in einer größeren sozialen Gemeinschaft ohne Zwang und Mietwucher zu verwirklichen. Viele Bewohner dieser Siedlungen sind Punks oder gehören dem Spektrum der autonomen Szene an.

#### Bewegung gegen Berufsverbote
Ebenfalls in den 1970er-Jahren formierte sich eine Bewegung gegen Berufsverbote, die sich gegen den von der SPD / FDP-Regierung unter Bundeskanzler Willy Brandt beschlossenen „Radikalenerlass“ wandte. Dieser Erlass traf besonders Kommunisten, denen mit der Begründung von Zweifeln am Eintreten für die freiheitliche demokratische Grundordnung eine berufliche Laufbahn im öffentlichen Dienst verwehrt wurde. Der Regierung wurde von der Bewegung neben Antikommunismus vor allem Gesinnungsschnüffelei und politische Denunziation sowie Missachtung der grundgesetzlich geschützten Meinungsfreiheit vorgeworfen.

#### Volkszählungsboykott
Auch die Bewegung gegen die Volkszählung, die zwischen 1983 und 1987 zum Volkszählungsboykott aufrief, mahnte die Einhaltung grundgesetzlicher Rechte und Bestimmungen des Datenschutzes an. Eine 1983 geplante Volkszählung wurde durch eine Grundsatzentscheidung des Bundesverfassungsgerichts zum Datenschutz und dem Recht auf informationelle Selbstbestimmung verhindert. Daraufhin wurden die Fragebögen so modifiziert, dass die Beantwortung der Fragen möglichst keine Rückschlüsse auf die Identität der Befragten zulassen sollte.
Die Kritik an der Volkszählung richtete sich 1987 anders als 1983 jedoch nicht in erster Linie gegen die Gefahren der Re-Identifikation von Personendaten, sondern gegen den vom damaligen Innenminister Friedrich Zimmermann vorangetriebenen Abbau demokratischer Rechte mit ausufernden Datensammlungen bei Polizei und Geheimdiensten, maschinenlesbaren Ausweisen, zentralem Verkehrsinformationssystem ZEVIS und den Planungen zur Einführung eines einheitlichen Personenkennzeichens durch den Sozialversicherungsausweis. Auch die damals neu eingeführten Personalinformationssysteme in der Privatwirtschaft und die damit verbundenen Möglichkeiten zur Überwachung von Mitarbeitern wurden thematisiert.
Trotz umfangreicher Repressionen, wie zum Beispiel der Androhung von Bußgeldern bis zu 10.000 DM und über 100 Haussuchungen bei Volkszählungsgegnern wegen angeblichen „Aufrufs zur Sachbeschädigung“ durch das Abschneiden der Kontrollnummer auf den Volkszählungsbögen, wuchs die Zahl der Volkszählungsboykott-Initiativen von 350 Mitte 1986 auf über 1.100 im April 1987 an. Während Bundesinnenminister Zimmermann behauptete, der Volkszählungsboykott sei „zusammengebrochen“, präsentierte das „Koordinierungsbüro gegen den Überwachungsstaat“ in Bonn 1,1 Mio. gesammelte, unausgefüllte Volkszählungsbögen und im März 1988 musste der Chef des Hamburger statistischen Landesamtes, Erhard Hruschka, seinen Sessel räumen, weil er die Probleme mit dem Zensus erst heruntergespielt, dann aber das Fehlen von 248.000 Bögen oder 13 Prozent der Antworten öffentlich zugegeben hatte. So wurde der Zensus zu einer Volkszählung mit Hindernissen.
Die „Vobo“-Bewegung war im Gegensatz zu anderen sozialen Bewegungen eine generationenübergreifende Bewegung. Das breite Bündnis der tragenden Organisationen kam aus einem politisch liberalen Mitte-links-Milieu, was sich im Trägerkreis des „Koordinierungsbüros“ widerspiegelt, das finanziell und organisatorisch unterstützt wurde von Grünen, Jungdemokraten, Jusos, Humanistische Union und dem Komitee für Grundrechte und Demokratie sowie über tausend unabhängigen Initiativen. Zu den Unterstützern gehörten Teile der Gewerkschaften wie die GEW Hamburg, IG Druck oder der Jugendtag der Evangelischen Kirche Hessen-Nassau sowie Untergliederungen der SPD und CDU-Mitglieder wie Eggert Schwan ebenso wie Teile der „Autonomen“. Die Bewegung mobilisierte auch viele ehemalige FDP-Mitglieder, die 1982 aufgrund der „Wende“ die Genscher-Partei verlassen hatten.
Obwohl der Boykott der Volkszählung als Aktionsform gewählt wurde, ging es der überwiegenden Mehrzahl der Akteure nicht etwa darum, die Volkszählung zu verhindern, sondern sie als Anlass für eine umfassende Diskussion über den drohenden Überwachungsstaat und die Bürgerrechte zu nutzen. Deshalb formulierten sie als positive politische Ziele Gesetze. Die Sprecher der Bewegung forderten statt autoritär-technokratischer Erfassung der Bürger mehr demokratische Rechte ein, ein Informationsfreiheitsgesetz, also den gläsernen Staat anstelle des gläsernen Menschen sowie mehr Elemente direkter Demokratie wie die Korrektur von Wahllisten durch Kumulieren und Panaschieren oder Bürgerbefragung und Bürgerentscheid. Über 20 Jahre danach muss festgestellt werden, dass sie mit diesen Forderungen erfolgreich gewesen sind. So haben nicht nur der Bund, Nordrhein-Westfalen, Berlin und Schleswig-Holstein Informationsfreiheitsgesetze, sondern auch andere Bundesländer den Bürgern mehr plebiszitäre Rechte eingeräumt, meist auf Initiative derjenigen Grünen, die bereits 1987 außerparlamentarisch gewirkt haben. Damit ist die „Vobo-Bewegung“ ein weiteres Beispiel dafür, wie Bewegungen, die sich zunächst gegen einen Missstand richten, eine Erweiterung von Grund- und Freiheitsrechten durch persönliches Engagement der Einzelnen und gemeinsam geschaffenen gesellschaftlichen Druck von unten erstreiten.

#### Antirassismusbewegung, Antifa
Eine weitere Teilbewegung der neuen sozialen Bewegungen, die Antirassismusbewegung setzt sich für die Rechte von Randgruppen und Minderheiten ein. Dazu gehören vor allem auch antirassistische Solidaritätsgruppen, die sich für eine Ausweitung des Asylrechts beziehungsweise gegen Einschränkungen dieses Rechts einsetzen. Unter dem Motto „kein mensch ist illegal“ organisieren sie Rechtsanwälte für von Abschiebung bedrohte Flüchtlinge, denen teilweise Unterschlupf in Privatwohnungen oder in einzelnen Fällen auch Kirchenasyl verschafft wird. Sie bekämpfen unsoziale und unmenschliche Bedingungen in Asylbewerberunterkünften, thematisieren unter anderem allgemein den Rassismus und Fremdenhass in der Gesellschaft.
In enger Beziehung mit der Antirassismusbewegung steht die Bewegung gegen den Rechtsextremismus. Neben traditionellen antifaschistischen Organisationen wie der Vereinigung der Verfolgten des Naziregimes – Bund der Antifaschistinnen und Antifaschisten ist hier auch die stark von der linksautonomen Szene geprägte Antifa aktiv. Gefordert wird teilweise das Verbot rechtsextremistischer Gruppen und Parteien wie beispielsweise der NPD und anderen. Antifaschistische Gruppen deckten vielfach personelle Zusammenhänge, auch Berührungspunkte mit konservativ-bürgerlichen Parteien und Organisationen und internationale Kontakte der Neonaziszene auf. Immer wieder kommt es zu Versuchen der Antifa, Aufmärsche und Demonstrationen sowie Parteitage von rechtsextremistischen Organisationen zu stören und zu verhindern. Dabei kommt es des Öfteren auch zu gewaltsamen Zusammenstößen zwischen linken Demonstranten, Rechtsextremisten und Polizei.
Mit der Zunahme rechtsextremistischer Gewalt bis hin zu Mord gegen Randgruppen und Minderheiten (insbesondere gegen Ausländer, Menschen mit dunkler Hautfarbe, Behinderte, Obdachlose, Homosexuelle und anderen) nach der Wiedervereinigung Deutschlands Anfang der 1990er-Jahre, kam es auch zunehmend zu großen Demonstrationen mit massenhaftem Zulauf gegen den Rechtsextremismus. Bekannt wurden dabei die Lichterketten gegen Gewalt (siehe Münchner Lichterkette) oder große „Rock gegen Rechts“-Konzerte mit Hunderttausenden von Teilnehmern, nachdem es zu einer Häufung von Mordanschlägen und pogromartigen Exzessen der rechten Szene Anfang der 1990er Jahre gekommen war, zum Beispiel in Hoyerswerda, in Rostock-Lichtenhagen gegen ein vor allem von Vietnamesen bewohntes Wohnheim, oder im westdeutschen Solingen, bei dem nach einem Brandanschlag auf ein Wohnhaus eine türkische Familie ums Leben gekommen war. Der Bundesregierung wurde zu der Zeit von der antifaschistischen und antirassistischen Bewegung vorgeworfen, mit der Einschränkung des Asylrechts nur wenige Tage vor dem Anschlag der Rechtsextremen in Solingen der rechtsextremen Gewalt Vorschub geleistet zu haben.
Seit etwa 2000 zeigen sich Spaltungstendenzen in der Antifa-Bewegung. Der Riss verläuft zwischen den sogenannten Antideutschen und den sogenannten Antiimperialisten. Es geht hierbei um die Debatte um innerlinken Antisemitismus und die Positionierung im Nahostkonflikt (siehe auch weiter oben, Unterüberschrift 2.5.3: Wirtschaftliche und soziale Standpunkte der antiimperialistischen Bewegung). Diese Spaltung betrifft das gesamte linksradikale Spektrum, zeigt sich aber bei Antifa-Gruppen aufgrund ihres häufigen Auftretens in der Öffentlichkeit bei Demonstrationen und Ähnlichem besonders deutlich.

#### Stattzeitungen
Stattzeitungen sind vornehmlich in den 1980er-Jahren entstandene Zeitschriften-Projekte, die sich als Sprachrohre Neuer Sozialer Bewegungen verstehen und in ihrer Berichterstattung einen deutlichen Regionalbezug aufweisen. Zunächst hauptsächlich im linken Spektrum angesiedelt, gibt es mittlerweile zunehmend mehr als unpolitisch zu bezeichnende Zeitschriften, die den Begriff „Stattzeitung“ im Titel führen. Auch gibt es mittlerweile Stattzeitungen, die nicht mehr gedruckt, sondern nur noch im Internet erscheinen. Beispiel für eine klassische Stattzeitung ist die Stattzeitung für Südbaden.
Vgl. Hauptartikel Gegenöffentlichkeit

#### Bewegung gegen Sozialabbau
Seit 2002/2003 formiert sich in Deutschland und anderen Staaten der Europäischen Union zunehmend eine Bewegung gegen Sozialabbau. In dieser Bewegung treten Gruppen und Organisationen der Neuen Sozialen Bewegungen wie beispielsweise Attac zusammen mit den Verbänden der traditionellen sozialen Bewegungen wie linkssozialistischen und kommunistischen Parteien sowie Gewerkschaften auf. Sie protestieren gegen die Auswirkungen des Neoliberalismus und der wirtschaftlichen Globalisierung auch in den europäischen Industriestaaten.

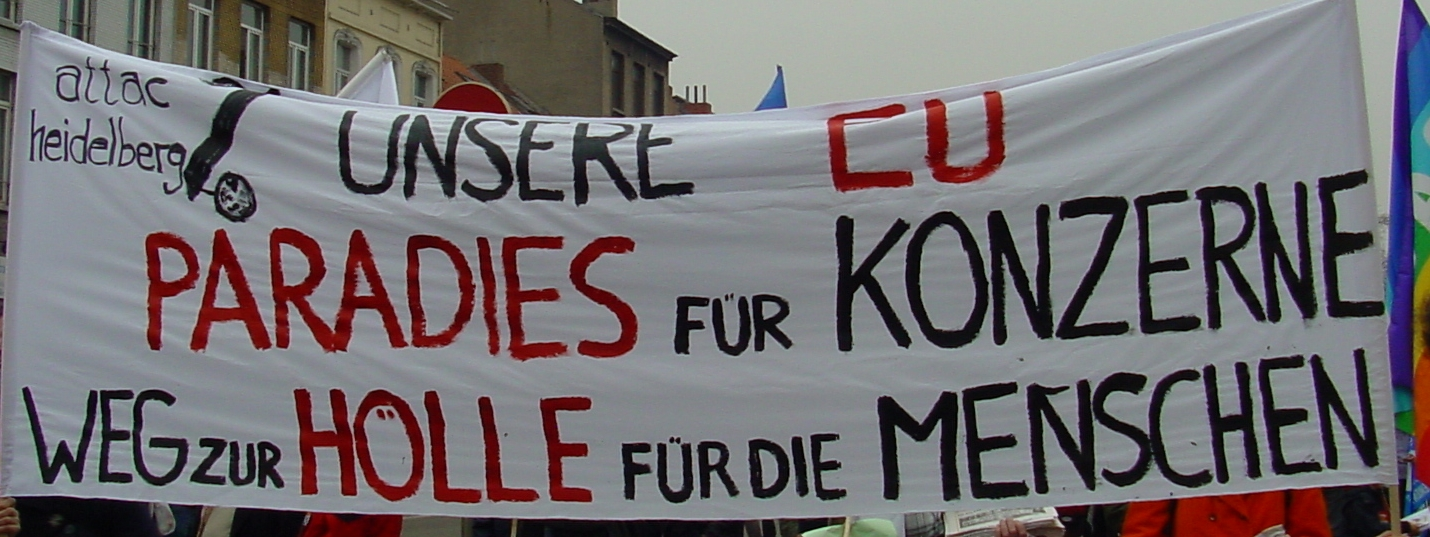
Transparent auf einer Demonstration gegen Sozialabbau bei der europaweiten Protestkundgebung gegen die EU-Dienstleistungsrichtlinie am 19. März 2005 in Brüssel

In Deutschland war es vor allem die sogenannte Reformpolitik der rot-grünen Bundesregierung unter Bundeskanzler Gerhard Schröder (SPD) mit der Agenda 2010, die besonders sozial schwache und benachteiligte Bevölkerungsgruppen (Arbeitslose, Rentner, Sozialhilfeempfänger, Kranke, Behinderte und andere) traf und mit zunehmenden finanziellen Lasten belegte, während gleichzeitig große gewinnträchtige Unternehmen steuerlich entlastet wurden. Die Regierung betonte und betont dabei das Bestreben nach Ankurbelung der Wirtschaft und die Sicherung des Wirtschaftsstandortes Deutschland durch den Erhalt der Konkurrenzfähigkeit auf dem internationalen Markt. Die steuerlichen Erleichterungen hinderten und hindern jedoch viele Unternehmen nicht, ihre Produktion dennoch in sogenannte Niedriglohnländer zu verlagern und in Deutschland Arbeitskräfte zu entlassen. Den Bundesregierungen ab 2002 wird durch die Bewegung neben anderem vorgeworfen, eine sozial ungerechte Umverteilungspolitik von unten nach oben zu betreiben.
Am 3. April 2004 kam es bei einem europaweiten Aktionstag gegen Sozialabbau allein in Berlin, Stuttgart und Köln zu Demonstrationen mit mehreren Hunderttausend Teilnehmern. Unter anderem die Wahlalternative Arbeit und Soziale Gerechtigkeit, die aus unzufriedenen SPD-Mitgliedern hervorgegangenen ist, strebte an, diese Bewegung stärker zu organisieren und die entstandene politische „Marktlücke“, wenn möglich auch im Parlament wieder zu schließen. Im Januar 2005 konstituierte sich die WASG als eigene Partei.
Ab Juli/August 2004, nachdem mit der Hartz-IV-Gesetzgebung in der Bundesrepublik Deutschland weitere einschneidende Benachteiligungen vor allem für Langzeitarbeitslose ab Januar 2005 verkündet worden waren (Arbeitslosengeld II auf Sozialhilfeniveau, Aufbrauchen der Altersvorsorge, Ein-Euro-Job-Regelung für Langzeitarbeitslose), wurden zunächst in Ostdeutschland von der Bewegung die Montagsdemonstrationen gegen die herrschende Politik wiederbelebt, die schnell Zulauf fanden und auch bald auf die westlichen Bundesländer übergriffen.
Obwohl sich die oben genannten Organisationen wie Attac und andere von rechtsextremistischen Parolen und Gruppen distanzieren, schafften es vor allem in den ostdeutschen Bundesländern Rechtsextremisten, die soziale Unzufriedenheit der Bevölkerung für ihre Zwecke auszunutzen und auf den Zug der Protestbewegung aufzuspringen (sogenannte Querfrontstrategie). Sie erhielten zumindest in einigen Regionen einen erheblichen Zulauf.
Auf der Linken führte die zunehmende Kritik an der Regierungspolitik nach der Niederlage der SPD bei den Landtagswahlen in Nordrhein-Westfalen im Mai 2005 und der von der SPD-Führung darauf folgenden Ankündigung vorgezogener Neuwahlen zum Bundestag für den Herbst 2005 zur Bildung eines Wahlbündnisses zwischen PDS und WASG, um gemeinsam als neue linksalternative Partei im sozialstaatlichen Bereich leichter die Fünf-Prozent-Hürde zu überspringen. Das als Linkspartei benannte Bündnis unter ihren Spitzenkandidaten Oskar Lafontaine (ehemals SPD, heute Die Linke) und Gregor Gysi (Die Linke) konnte dieses Ziel bei der Wahl am 18. September 2005 erreichen und wurde mit 8,7 Prozent der Stimmen bzw. 54 Mandaten in den 16. deutschen Bundestag gewählt.

#### Tierbefreiungsbewegung
In Deutschland formierte sich, beeinflusst von angelsächsischen Vorbildern, Anfang der 1980er Jahre eine Tierrechtsbewegung. Das zugrunde liegende Konzept der Tierrechte wurde auf eine rationale Tierrechtsphilosophie gegründet. Damit zog die Bewegung eine neue Klientel aus dem linken akademischen Milieu an, das sich mit der bürgerlich-konservativ geprägten Tierschutzbewegung nicht identifizieren konnte.

### Neue soziale Bewegungen in Osteuropa
Auch in den realsozialistischen Staaten Osteuropas entstanden während des Kalten Krieges, zumindest in Ansätzen und mit zeitlicher Verzögerung gegenüber dem Westen, neue soziale Bewegungen, die sich an den westlichen Bewegungen orientierten, beispielsweise der Friedens- und Ökologiebewegung. Die entsprechenden Bewegungen waren in diesen Ländern jedoch weit größeren Repressalien ausgesetzt als im Westen und wurden zumeist von den jeweils regierenden Staatsparteien unterdrückt, zumal dann, wenn sie sich gegen die herrschende Regierungspolitik wandten. Im Großen und Ganzen war der Einfluss der Ostbewegungen auf die politische Kultur und die politischen Entscheidungen in Osteuropa eher gering. Jedoch bildeten entsprechende Bewegungen und Gruppen hier und da durchaus auch Keimzellen für die sich verstärkenden Bürgerrechtsbewegungen der späten 1980er-Jahre, die schließlich auch zu Massendemonstrationen für allgemeine politische Reformen führten, welche letztlich den Sturz der sogenannten „realsozialistischen“ Systeme des Ostblocks am Wechsel zu den 1990er-Jahren und damit das Ende des Kalten Krieges mit herbeiführten.
In der DDR bildete sich Anfang der 1980er-Jahre vor allem unter Jugendlichen und jungen Erwachsenen eine staatsunabhängige Friedensbewegung heraus, die sich als Symbol das Motto und Bild „Schwerter zu Pflugscharen“ wählte und auch die Aufrüstung der Warschauer-Pakt-Staaten kritisierte. Menschen, die sich zu dieser Bewegung bekannten, etwa indem sie das Symbol als Aufnäher an der Kleidung trugen, drohten Verhaftungen, Verhöre, Berufsverbot und andere Repressionen. Trotz der Unterdrückung der Friedensbewegung im eigenen Land unterstützte die SED-Regierung die neuen sozialen Bewegungen im Westen, insbesondere die Friedensbewegung, deren Massenwirkung sie für eigene propagandistische Zwecke auszunutzen versuchte.
Trotz allem erlangte die staatsunabhängige Friedensbewegung der DDR einen gewissen Zulauf und Bekanntheitsgrad. Die evangelischen Kirchen boten den Anhängern der „Schwerter zu Pflugscharen“-Bewegung eine weniger kontrollierte Nische, unter deren Dach sie sich treffen und Aktionen organisieren konnten.
Ebenfalls unter dem Schutz der Kirche vergrößerte sich eine staatskritische Bürgerrechtsbewegung in der DDR, die Ende der 1980er-Jahre zu einer Massenbewegung heranwuchs. Der Druck der zunehmenden Demonstrationen, die unter der Parole „Wir sind das Volk“ durch die Städte zogen, veranlasste die Staatsführung der DDR, am 9. November 1989 die Berliner Mauer zu öffnen; eine Maßnahme, die schließlich das Ende der DDR durch deren Beitritt zur Bundesrepublik Deutschland einleitete. Einige alternative Gruppen, vor allem „Bündnis 90“ schlossen sich nach der Wiedervereinigung den westdeutschen Grünen an und bildeten gemeinsam mit ihnen die fusionierte Partei Bündnis 90/Die Grünen, die in den Bundestag und mehrere ostdeutsche Landtage gewählt wurde.
Nach dem Zerfall des als „realsozialistisch“ bezeichneten europäischen Ostblocks lösten sich die regimekritischen Bürgerrechtsbewegungen nach und nach auf oder schlossen sich neu gegründeten Parteien an.
Allerdings gab es immer wieder auch Demonstrationen gegen als illegitim geltende Regierungen, denen nach Einführung eines pluralistischen Wahlrechts Korruption und Wahlbetrug vorgeworfen wurde. Belarus ist dafür ein Beispiel. Ebenso die Ukraine, wo 2004/2005 die von westlichen Regierungen unterstützte „orange“ Protestbewegung innerhalb weniger Wochen den Erfolg hatte, dass eine Präsidentenwahl unter besseren Bedingungen wiederholt wurde und die bisherige, politisch eher an Westeuropa orientierte Opposition unter Wiktor Juschtschenko an die Regierung kam.

## Einfluss politischer Parteien; Parteigründungen; Die Grünen
Ende der 1960er Jahre und Anfang der 1970er Jahre kam es nach der Auflösung des SDS zur Bildung verschiedener sozialistisch und kommunistisch orientierter Studentengruppen, die in den Allgemeinen Studentenausschüssen (AStA) der Universitäten oft führende Rollen einnahmen; beispielsweise der am linken Flügel der SPD ausgerichtete Sozialistische Hochschulbund (SHB) oder der an der Deutschen Kommunistischen Partei (DKP) orientierte Marxistische Studentenbund Spartakus (MSB Spartakus). Diese linken Studentenorganisationen sowie die Jugendorganisationen einiger Parteien, insbesondere die Jungsozialisten (Jusos) der SPD und die Jungdemokraten (Judos) der FDP versuchten, teils im Widerspruch zu ihren Mutterparteien, Einfluss auf die Neuen Sozialen Bewegungen zu gewinnen, wo sie zeitweise durchaus auch eine gewisse Rolle spielten.
In den 1970er-Jahren wurden mit dem Auseinanderdriften der 68er-Studentenbewegung auch mehrere (oft heftig gegeneinander konkurrierende) kommunistische Splitterparteien, die sogenannten K-Gruppen gegründet, von denen heute nur noch wenige aktiv sind. Durch Agitation in Industriebetrieben versuchten die meisten von ihnen, vor allem in der traditionellen Arbeiterbewegung Fuß zu fassen. Sie beteiligten sich aber auch an verschiedenen Aktivitäten der Neuen Sozialen Bewegungen, gewannen jedoch hier wie dort keinen prägenden oder gar bestimmenden Einfluss. Die meisten Anhänger der Bewegungen wurden durch den an unterschiedlichen kommunistischen Theorien ausgerichteten strengen Dogmatismus und die ideologische Zerstrittenheit der K-Gruppen untereinander abgeschreckt.
Bis in die 1980er Jahre wurden in den meisten Staaten Westeuropas und Nordamerikas „grüne“ Parteien gegründet. Diese verstanden sich zunächst als parlamentarisches Standbein der Neuen Sozialen Bewegungen, insbesondere der Öko-, der Friedens- und der Frauenbewegung, wo sie ihre Wurzeln sahen, und aus denen sich ihr Wählerpotenzial vornehmlich rekrutierte.
Eine Vorreiterrolle bei den entsprechenden Parteigründungen spielten dabei die westdeutschen Grünen. In der Bundesrepublik Deutschland bildeten sich bereits ab Mitte der 1970er Jahre „grüne“, „bunte“ und „alternative“ Wahlbündnisse und -listen, die sich den Zielen der Ökologie- und anderer Bewegungen verpflichtet sahen. Diese traten zunehmend bei Kommunalwahlen an.
Als Bundespartei wurden „die Grünen“ im Januar 1980 gegründet. In der Partei war zuerst noch ein sehr breites Spektrum an auch gegensätzlichen politischen und ideologischen Strömungen von links bis rechts vertreten. Die konservativen Strömungen um Herbert Gruhl und die rechtsextremistischen um den Ökobauern Baldur Springmann konnten sich jedoch nicht lange bei den Grünen halten. Sie bildeten bald eigene Vereinigungen, die jedoch auf längere Sicht politisch eher bedeutungslos blieben. Die wohl bekannteste bürgerliche Ökopartei ist die von Herbert Gruhl in München gegründete Ökologisch-Demokratische Partei (ödp), die insbesondere in Süddeutschland in manchen Kommunalparlamenten vertreten ist, jedoch landes- oder bundespolitisch keine nennenswerte Bedeutung hat.
Die Grünen schafften 1983 als neue parlamentarische Kraft das erste Mal den Einzug in den Deutschen Bundestag. Drei Jahre zuvor waren sie an der Fünf-Prozent-Hürde gescheitert. Viele Anhänger der Neuen Sozialen Bewegungen hatten damals noch die SPD unter Helmut Schmidt als sogenanntes „kleineres Übel“ gewählt, um Franz Josef Strauß (CSU) als Bundeskanzler zu verhindern. Sie waren damit der von der damals neu gegründeten Partei Volksfront gegen Reaktion, Faschismus und Krieg aus dem Spektrum der radikalen Linken initiierten und von weiteren Gruppierungen mitgetragenen „Stoppt Strauß“-Kampagne gefolgt (vgl. auch Bundestagswahl 1980).
Nach der Trennung der Grünen von ihrem rechten Flügel blieben die 1980er-Jahre während der parlamentarischen Arbeit ab 1983 von teilweise heftigen parteiinternen Konflikten bei der Alternativpartei geprägt, die auch in der Öffentlichkeit ausgetragen wurden. Im Wesentlichen bildeten sich zwei Flügel der Partei heraus: die sogenannten „Fundis“ (Fundamentalisten) und die „Realos“ (Realpolitiker).
Die „Fundis“ vertraten eine Position der radikalen, auch systemkritischen und gegenüber den etablierten Volksparteien möglichst kompromisslosen Opposition. Sie hielten an den basisdemokratischen Prinzipien des Rotationsprinzips und der Trennung von Amt und Mandat fest. Die „Realos“ dagegen strebten mit einer entsprechenden Kompromissbereitschaft zunehmend auch Regierungsbeteiligungen an und kritisierten die genannten, zunächst gemeinsam getragenen Prinzipien zum Teil als auf Dauer unrealistisch und politisch unprofessionell.
Infolge der Konflikte traten im Lauf der Jahre einige prominente Wortführer aus der Partei der Grünen aus. Bei den „Realos“ war dies beispielsweise Otto Schily, der zur SPD wechselte. Bei den „Fundis“ war es 1989 / 1990 eine relativ große Gruppe der sogenannten Ökosozialisten um die Mitbegründer der Bundespartei Thomas Ebermann und Rainer Trampert. 1991 folgte ihnen mit Jutta Ditfurth eine weitere prominente Mitbegründerin der Grünen.
Ditfurth gründete 1991 in Frankfurt am Main die Partei „Ökologische Linke“, die jedoch nur auf kommunaler Ebene Einfluss gewinnen konnte. 2001 bilden sie und ihr Lebensgefährte Manfred Zieran in Frankfurt am Main die kommunale Wählervereinigung ÖkoLinx-Antirassistische Liste, die mehrmals in das Stadtparlament einzog. In diesen Organisationen und verschiedenen Publikationen kritisierte Jutta Ditfurth bestimmte Tendenzen der Grünen als konservative Wende und Abkehr von einstigen Zielen.
1986 waren die Grünen mit Joschka Fischer als Umweltminister das erste Mal an einer Landesregierung in Hessen beteiligt. In den 1990er Jahren etablierten sich die Grünen zusehends und schafften 1994, nachdem sie vier Jahre zuvor im Bund unter die Fünf-Prozent-Hürde gefallen waren, den Wiedereinzug in den Bundestag. 1993 kam es zur Vereinigung mit einem Teil der ostdeutschen Bürgerrechtsbewegung zur Partei „Bündnis 90/Die Grünen“.
Trotz zunehmender Kritik von Teilen der Neuen Sozialen Bewegungen, die ihnen vorwarfen, sich immer mehr von ihrer Basis zu entfernen, konnten Bündnis 90/Die Grünen ihr Wählerpotenzial stabilisieren und gelangten schließlich 1998 in der Koalition mit der SPD in die Bundesregierung, die 2002 bestätigt wurde und bis zum Regierungswechsel 2005 Bestand hatte.
In der Regierung trugen die Grünen einige – gemessen an ihrem ursprünglichen, zum Beispiel pazifistischen Selbstverständnis – problematische Entscheidungen mit: So beispielsweise die deutsche Beteiligung am Kosovokrieg 1999 und anderen späteren internationalen Einsätzen der Bundeswehr, etwa im Rahmen des von US-Präsident George W. Bush proklamierten „Krieg gegen den Terrorismus“. Auch andere von den Grünen als Erfolg dargestellte Maßnahmen wie der 1999 beschlossene Beginn des Ausstiegs aus der Atomenergie wurden von Teilen der Neuen Sozialen Bewegungen kritisiert. Für große Teile der Anti-Atomkraft-Bewegung stellte der Ausstieg in der vorliegenden Form einen „faulen“ Kompromiss mit der Atomindustrie dar, unter anderem, weil er zu langfristig angelegt war.
Bedingt durch die kritisierten Entscheidungen kam es seither immer wieder dazu, dass Neue Soziale Bewegungen auch gegen die aus ihnen hervorgegangenen Grünen auf die Straße gingen, während deren Beteiligung an entsprechenden Demonstrationen stark zurückging. Im Zuge der deutschen Beteiligung am Kosovokrieg und anderen internationalen militärischen Einsätzen kam es seit Ende der 1990er-Jahre zu großen Austrittswellen enttäuschter Grüner aus der Partei, was teils durch Neueintritte aus dem bürgerlichen Lager abgemildert werden konnte.

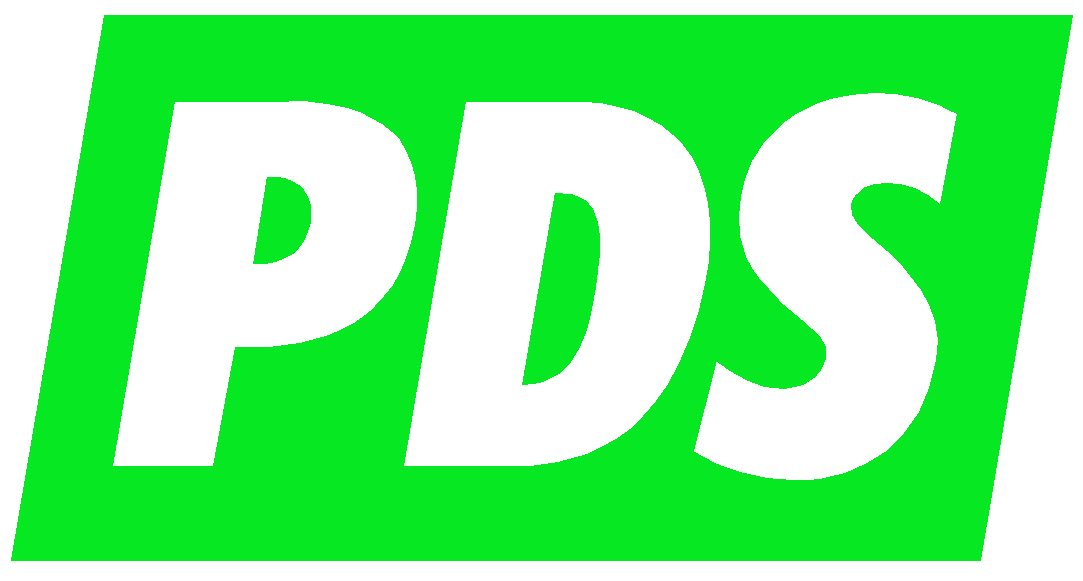
Logo der ökologischen Plattform in der PDS

Nach der deutsch-deutschen Wiedervereinigung ab 1990 versuchte zunehmend die aus der ehemaligen SED hervorgegangene PDS Einfluss auf die neuen sozialen Bewegungen zu bekommen, vor allem auf die Friedensbewegung, die globalisierungskritische Bewegung und die Bewegung gegen den Sozialabbau, und damit die Aufgabe wieder auszufüllen, die die Grünen für viele nicht mehr erfüllen: parlamentarisches Spielbein der alternativen außerparlamentarischen Bewegungen zu sein. Entsprechenden Bestrebungen der PDS wurde und der Linken (Partei) wird aber von Seiten der Bewegungen zu einem guten Teil mit Misstrauen begegnet. Der hierarchische Aufbau der Partei, ihre SED-Vergangenheit und ihre gewachsene, von vielen eben nicht als in ihrem Sinne „alternativ“ betrachtete politische Kultur halten im Westen viele Anhänger der Neuen Sozialen Bewegungen bis in die Gegenwart davon ab, die Linke (Partei) zu wählen. Dennoch macht die Partei vielerorts Wahlkampf mit den Forderungen der Bewegungen.
Neue Hoffnungen, im Westen besser Fuß fassen zu können, machte sich die Partei seit Juni 2005, als sie sich für die vorgezogene Neuwahl des Bundestages mit der Wahlalternative Arbeit und Soziale Gerechtigkeit (WASG) zum linksalternativen Wahlbündnis Die Linkspartei. zusammenschloss. Die Initiative zu diesem Bündnis war vom prominenten früheren SPD-Vorsitzenden und Regierungskritiker Oskar Lafontaine ausgegangen, der für seine Kandidatur für eine neue Linkspartei ein solches Bündnis zur Bedingung gemacht hatte. Nachdem die führenden Parteigremien der beiden Organisationen sich einig geworden waren, trat Lafontaine aus der SPD aus und in die WASG ein. Bei der Bundestagswahl 2005 wurde die Linkspartei mit 8,7 % der Stimmen und 54 Mandaten in den neuen Bundestag gewählt.

## New Age, Psychoszene, Esoterik, Neue Innerlichkeit
Esoterik war von Anfang an eine Begleiterscheinung der Neuen Sozialen Bewegungen. Sie beeinflusste insbesondere diejenigen, die außer den politischen Forderungen auch andere, persönlicher geprägte Ziele hatten und die in den Neuen Sozialen Bewegungen auch eine Art „innere Heimat“ und spirituelle Sinngebung suchten. Daneben führten die Konflikte, die es auch in den Bewegungen gab, bei manchen früher oder später zu einem Gefühl der Ausgebranntheit und Enttäuschung, was nicht selten zu einer Abwendung von den politisch motivierten Zielen und einer Hinwendung zu vermeintlich tiefergehenden, oft auch religiös ausgerichteten Inhalten führte. Andere empfanden die Strukturen der christlichen Kirchen als starr, konservativ und überholt und füllten diese spirituelle Leere durch Hinwendung zu esoterischen Inhalten. Die Verklärung der Natur als mystischen Begriff beförderte zusätzlich entsprechende Tendenzen.
Ab den späten 1960er-Jahren entwickelte sich die „New Age“-Bewegung, die einen Paradigmenwechsel eines neuen weltweit gesellschaftsumspannenden Zeitalters, des „Wassermann-Zeitalters“ verkündete, welches das „Fische-Zeitalter“ ablösen sollte. Der Übergang sollte in einer sogenannten, nicht in einem herkömmlichen Sinn organisierten „Sanften Revolution“ stattfinden, wie es in einem gleichnamigen Bestseller der „New-Age“-Anhänger hieß („Die sanfte Verschwörung“ von Marilyn Ferguson).
Die auch von der „New Age-Bewegung“ gepriesenen esoterischen Gedankenmodelle boten eine breite Palette anti-rationaler Inhalte und Praktiken, die das Bedürfnis nach Sinn, Glück, körperlicher und seelischer Gesundheit zu erfüllen versprachen. Es entstanden Gruppen, die traditionelle religiöse und spirituelle Inhalte verschiedener Religionen miteinander vermischten – unter anderem mit Elementen aus Christentum, Hinduismus, Buddhismus und verschiedenen ethnischen Religionen. Zeitweise kam es im religiösen und psychologischen Bereich zu einem Boom von größeren und kleineren Sekten und Psychogruppen wie etwa der Sannyasin-Bewegung um deren Guru Osho (früher Bhagwan Shree Rajneesh) oder den Hare-Krishna-Jüngern.
Ab den 1970er Jahren griffen der Neonazismus und der Neofaschismus rechtsesoterische Motive auf, die sie mit ihren Vorstellungen einer Herrenrasse verbanden. Hinzu kamen neue psychotherapeutische Praktiken, insbesondere entlehnt von der humanistischen Psychologie aus den USA, sowie okkultistische Methoden wie zum Beispiel die Wiederbelebung der im 19. Jahrhundert entstandenen Theosophie und der anthroposophischen Thesen Rudolf Steiners. So genannte „sanfte“ Heilmethoden wie die Homöopathie und die Behandlung mit Naturheilmitteln wurden wiederbelebt. Bis in die Gegenwart existiert ein seit Mitte der 1970er-Jahre stetig gewachsener Markt an psychologischen, esoterischen und okkulten Lebenshilferatgebern; in Buchhandlungen machten diese Werke zwischenzeitlich bis zu einem Drittel des Gesamtumsatzes aus. Sie reichen von Astrologie, Bach-Blütentherapie über Engelsglauben, Wirkung angeblicher Erdstrahlen, nicht-physikalischen Mondeinflüssen (Lunatismus), Reiki, Reinkarnation, Ufologie (vgl. UFO), Neotantra, Tarot bis hin zu Yoga und Zen-Buddhismus.
Der Einfluss der Esoterik und mit ihr einhergehender in sich geschlossener Gedankengebäude und Ideologien trug zu einer Entpolitisierung und Vereinzelung von Teilen der neuen sozialen Bewegungen bei und führte teilweise zur Flucht in eine Neue Innerlichkeit. Der Vorwurf, ehemals politisch Aktive hätten sich in die Innere Emigration zurückgezogen, spielt auf eine Überlebensstrategie deutscher Künstler und Wissenschaftler während der NS-Zeit an.
Siehe auch: Alternativmedizin, Neue Religiöse Bewegung, Neuheidentum, Ökopsychologie